# Геополитика
Реч геополитика потиче од грчких речи γῆ (Земља) и πολιτική (политика). Овај термин је први употребио Рудолф Ћелен 1889. године. Употреба појма у Европи шири се у периоду између Првог и Другог светског рата, да би се после Другог светског рата његова употреба проширила на цели свет. У савременом политичком дискурсу, геополитика је често синоним за интернационалну политику.
Геополитика је анализа географских утицаја на односе центара моћи у међународном контексту. Геополитички теоретичари настоје да докажу важност коју за одређивање спољне политике има разматрање елемената као што су природне границе, приступ морским путевима и контрола мстратешки важних копнених подручја. 
Постоје уже и шире схватање геополитике. Уже схватање обухвата географско-детерминистичка схватања по коме географија одређује политику. У најширем схватању, геополитика означава свако довођење у везу појма географије и политике.

## Оснивачи
Термин се појављује у списима шведског професора Рудолфа Ћелена. Овим термином желео је да означи један од пет битних елемената своје теорије државе(поред Економополитике, Демополитике, Социополитике, и Картополитике) у делу Држава као животни облик) За Ћелена геополитика је наука о држави као географском организму или појави у простору.
Геополитику као науку утемељује Фридрих Рацел, професор географије у својим делима Антропогеографија, Политичка географија и Животни простор.

## Школе мишљења
Након Ћелена и Рацела, многи научници и чланови штабова покушавали су да развију геополитичку анализу. Можемо разликовати четири школе мишљења:

### Немачка школа
Заснована је теоријским приступима Фридриха Рацела. Геополитика добија на значају рођењем Трећег рајха у другој половини деветнаестог века који је желео да легитимише и ојача своју територијалну власт. Рацелов приступ је државу означавао као живо биће које роди, расте и када достигне свој пуни развој, пропада и умире. Да би држава живела и преживела она мора да шири своју територију. Док држава расте она тежи да заузме неопходни лебенсраум.
Рацелов ученик, генерал и геополитичар, Карл Хаусхофер, геополитику је дефинисао као науку о зависности политичких догађаја од земљишног тла. Хаусхофер је будућу организацију света поделио у три целине, тј. пан-области: пан-Америка, којом ће доминирати САД, пан-Европа, којом ће доминирати Немачка, пан-Азија, којом ће доминирати Јапан.

## Англо-америчка школа
Англо-америчка школа геополитике се односи на учења о преимућству копнене или о преимућству поморске моћи.

### Алфред Тајер Мехен
Алфред Тајер Махен је сматрао да је величина једне нације уско повезена са морем, са његовом употребом у миру и контролом у рату. Покушао је да пронађе правилности у историји које су одређивале ко је имао превласт над морем. Сматрао је да је држава најтеже рањива на морским границама и износио пример Велике Британије.

### Халфорд Џон Макиндер
Енглески географ, Макиндер је сматрао да у глобалном сукобу мора и копна, превласт има копно, тачније државе које контролишу Хартленд средишњи део европског континента) . Често је цитиран његов силогизам да „Ко влада Источном Европом - влада пределом срца, ко влада пределом срца - влада светским острвом, ко влада светским острвом - влада светом.“

### Николас Џон Спикмен
Мишљењу Халфорда Макиндера супротстављао се Николас Спикмен који је сматрао да су ивичне области Евроазије-Римленд војностратешки значајније од Хартланда и да контрола над том области обезбеђује светску доминацију.